# Tikal
Tikal és la més gran de les antigues ciutats dels maies del període clàssic. Està situada a la regió del Petén, al territori actual de Guatemala.
Tikal va ser un dels principals centres culturals i de població de la civilització maia. La tomba del possible fundador de la dinastia Yax Ehb' Xook data de circa l'any 60, encara que mostra ocupació des de ca. 600 aC, segons troballes a Mundo Perdido, la part més antiga de la ciutat.
Va prosperar principalment durant el període clàssic maia, aproximadament del 200 al 850, després del qual no es van construir monuments més grans; alguns palaus de l'elit van ser cremats, i la població gradualment va disminuir fins que el lloc va ser abandonat, a finals del segle x. L'últim monument datat és del 899. Investigacions de Kohler et coll. van demostrar que la ciutat havia arribat a nivells insostenibles de desigualtat a finals de la seva història.

## La ciutat

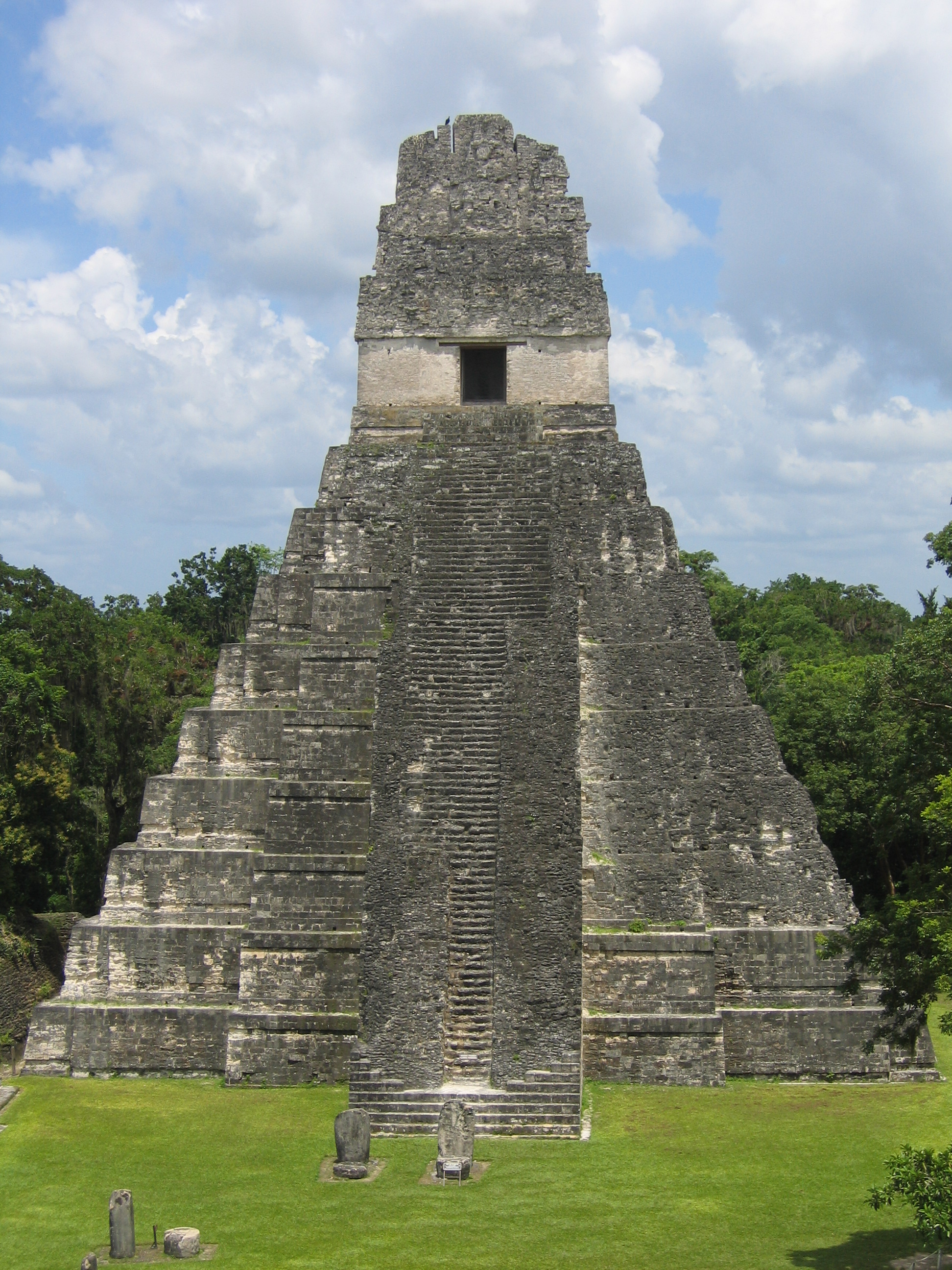
Temple 1 o temple del Gran Jaguar

S'estima que, en la seva màxima esplendor, va tenir una població de 100.000 a 150.000 habitants. Entre els edificis més prominents que sobreviuen, hi ha sis grans temples piramidals i el palau reial, a més a més d'algunes piràmides més petites, palaus, residències i pedres tallades.
L'àrea residencial de Tikal cobreix una àrea estimada de 60 km², dels quals només 16 km² han estat netejats o excavats. Ara com ara, existeixen dubtes sobre la possible demografia que se situa en un ampli ventall de 100.000 a 200.000 habitants, superant els 49.000 habitants estimats per Haviland el 1970. L'acròpolis central va ser el seu centre administratiu; comprèn 45 estructures, i s'hi troba un palau de cinc pisos d'altura.
Com és habitual en el cas de les grans ruïnes antigues, el coneixement del lloc mai no es va perdre completament a la regió. Alguns apunts de segona o tercera mà apareixen impresos, començant al segle xvii, i continuant amb els escrits de John Lloyd Stephens, a començaments del segle xix. A causa de la llunyania a què es troba de les ciutats modernes, cap expedició científica va visitar Tikal fins al 1848. Va ser publicada el 1848, per Modesto Méndez i Ambrosio Tut, corregidor i governador del Petén, respectivament.
Eusebio Lara va acompanyar aquesta primera expedició per elaborar les primeres il·lustracions dels monuments. Moltes altres expedicions van arribar-hi per continuar investigant, dibuixant mapes, i fotografiant Tikal als segles XIX i  XX.
El 1853, posteriorment a la publicació del diari de Méndez a la Gaceta de Guatemala, es fa conèixer a la comunitat científica la descoberta, en una publicació de l'Acadèmia de Ciències de Berlín.
El 1951, es va construir una petita pista d'aterratge a la vora de les ruïnes, que anteriorment només podien ser assolides en acabat d'alguns dies de viatge a través de la selva a peu o a mula. Del 1956 al 1970, es van fer importants excavacions arqueològiques per part de la Universitat de Pennsilvània. El govern guatemalenc, el 1979, va iniciar un projecte arqueològic a Tikal, que continua fins al dia d'avui.